# بوزيد شنيتي
بوزيد شنيتي لاعب كرة قدم  جزائري . وهو حارس مرمى وفاق سطيف.